# Élections constituantes de 1945 en Lot-et-Garonne
Les élections constituantes françaises de 1945 se déroulent le 21 octobre.

## Mode de scrutin
Les députés sont élus selon le système de représentation proportionnelle suivant la règle de la plus forte moyenne dans le département, sans panachage ni vote préférentiel. 
Il y a 586 sièges à pourvoir.
Dans le département de Lot-et-Garonne, trois députés sont à élire.

## Élus
Les trois députés élus sont : 
| Identité              | Parti | Parti |
| --------------------- | ----- | ----- |
| Hubert Ruffe          |       | PCF   |
| André Lescorat        |       | MRP   |
| Jacques Arrès-Lapoque |       | SFIO  |

## Résultats

### Résultats à l'échelle du département
| Parti          | Parti                                            | Tête de liste         | Résultats | Résultats | Sièges | Sièges |
| Parti          | Parti                                            | Tête de liste         | Voix      | %         |        |        |
| -------------- | ------------------------------------------------ | --------------------- | --------- | --------- | ------ | ------ |
|                | Parti communiste français                        | Hubert Ruffe          | 38 684    | 33,43     | 1      |        |
|                | Mouvement républicain populaire                  | André Lescorat        | 32 791    | 28,33     | 1      |        |
|                | Section française de l'Internationale ouvrière   | Jacques Arrès-Lapoque | 27 541    | 23,80     | 1      |        |
|                | Parti républicain, radical et radical-socialiste | Pierre Chaumié        | 16 715    | 14,44     | -      |        |
|                |                                                  |                       |           |           |        |        |
| Inscrits       | Inscrits                                         | Inscrits              | 158 687   | 100,00    | 3      |        |
| Votants        | Votants                                          | Votants               | 118 341   | 74,58     |        |        |
| Blancs et nuls | Blancs et nuls                                   | Blancs et nuls        | 2 610     | 2,2       |        |        |
| Exprimés       | Exprimés                                         | Exprimés              | 115 731   | 97,80     |        |        |